# Реналд Епервије
Реналд Епервије (фр. Renald Epervier) је белгијски ловачки авион. Први лет авиона је извршен 1927. године. 

Највећа брзина авиона при хоризонталном лету је износила 273 km/h.
Распон крила авиона је био 10,20 метара, а дужина трупа 7,00 метара. Празан авион је имао масу од 844 килограма. Нормална полетна маса износила је око 1300 килограма. Био је наоружан са три синхронизована митраљеза калибра 7,92 милиметара Браунинг.

## Наоружање
| Наоружање авиона: Реналд Епервије |                             |
| Ватрено (стрељачко) наоружање     |                             |
| Топ                               |                             |
| Митраљез                          |                             |
| Број и ознака митраљеза           | 3 ФН Браунинг               |
| Калибар                           | 7,92                        |
| Бомбардерско наоружање (бомбе)    |                             |
| Класичне авио бомбе               | до 300 кг бомби или торпедо |
| Ракетно наоружање (ракете)        |                             |